# Artiodactile
Paricopitatele sunt animalele cuprinse în ordinul Artiodactyla al mamiferelor. Există peste 200 specii de paricopitate, multe dintre care sunt animale domestice.

## Caractere generale
- Ungulatele posedă un număr par de degete (2 sau 4);
- Greutatea corpului apasă în mod egal atât pe cel de-al patrulea, cât și pe cel de-al treilea deget;
- Erbivore/ omnivore;
- Lipsa claviculei;
- Prezența a 19 vertebre cervicale.
- Rumegătoare/nerumegătoare

## Clasificare
- Ordin Artiodactyla
  - Subordin Suina
    - Familia Suidae
    - Familia Hippopotamidae
    - Familia Tayassuidae

  - Subordin Ruminantia
    - Infraordin Tragulina
      - Familia Tragulidae

    - Infraordin Pecora
      - Familia Moschidae
      - Familia Cervidae
      - Familia Giraffidae
      - Familia Antilocapridae
      - Familia Bovidae

    - Infraordin Tylopoda
      - Familia Camelidae